# 家後 (歌曲)
《家後》是一首閩南語歌曲。收錄在江蕙2001年發行的《江蕙同名專輯》，由鄭進一作詞、作曲。該曲在第20屆金曲獎（2009年）獲得了網友票選「我的最愛．一首歌」（評選範圍：第10屆至第19屆）冠軍的殊榮。另外鄭進一也憑藉著《家後》一曲，入圍了第13屆金曲獎（2002年）的最佳作詞人獎。

## 其他版本
- 2011年，在台灣長大的香港歌手王馨平邀請香港著名填詞人林敏驄為《家後》重新填上粵語歌詞，也命名為《家後》
- 2012年，香港歌手鍾鎮濤翻唱《家後》，也演唱了粵語版本《家裡家外》，由盧永強填詞